# 72 Ursae Majoris
72 Ursae Majoris är en vit stjärna i stjärnbilden Stora björnen. Stjärnan har visuell magnitud +7,06 och är inte synlig för blotta ögat utan fältkikare. Den ligger på ett avstånd av ungefär 470 ljusår.